# Janice Soprano

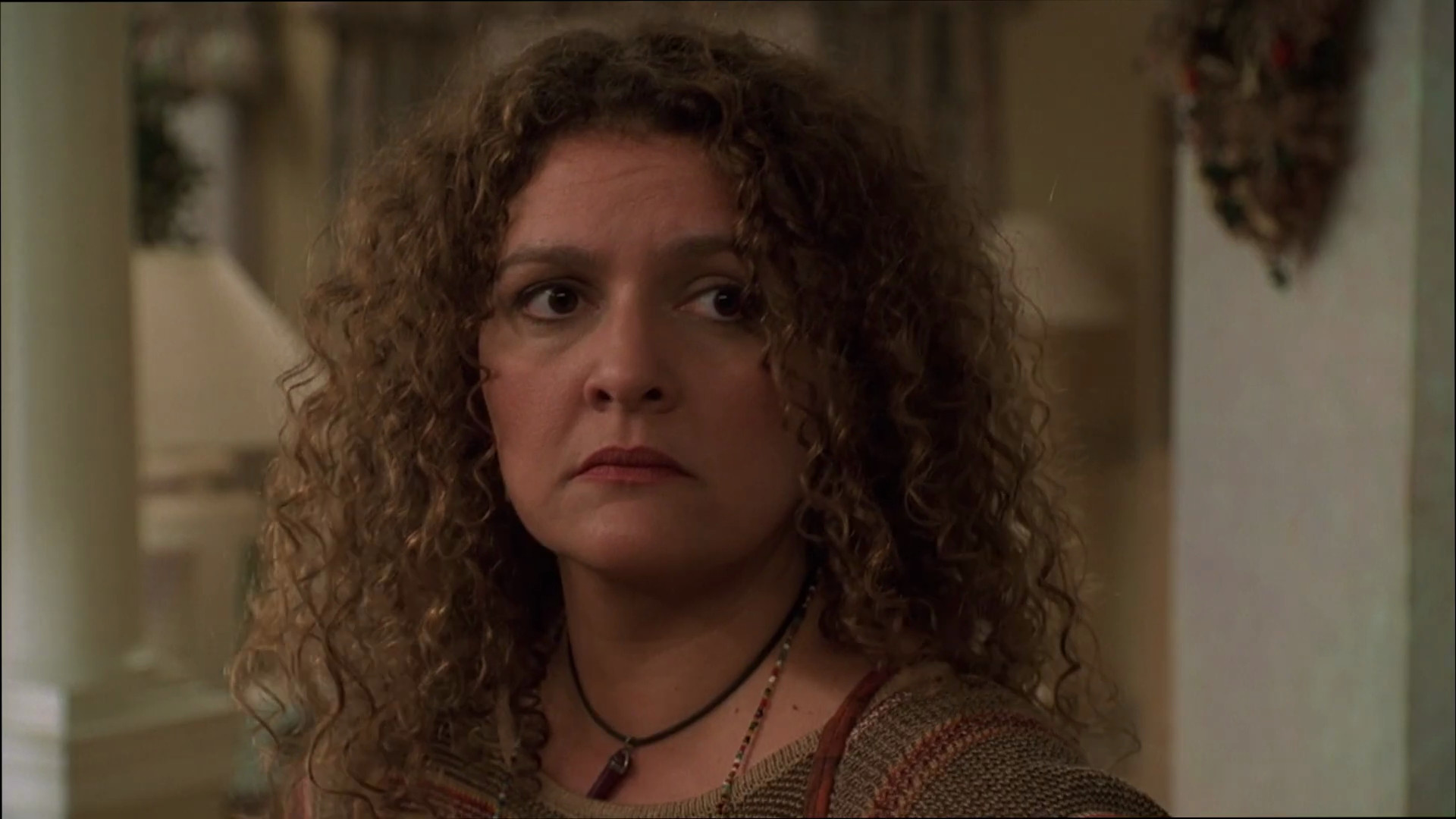
Janice Soprano puis Janice Baccalieri

Janice Baccalieri née Janice Soprano, interprétée par Aida Turturro, est un personnage fictif de la série télévisée d'HBO Les Soprano. Elle est la sœur ainée de Tony Soprano.
Dans la deuxième saison, elle revient d'un âshram, où elle a pris le nom de « Pârvatî ». Elle a une relation avec Richie Aprile, qui se termine dramatiquement, puis une liaison avec Ralph Cifaretto. Elle se marie plus tard avec Bobby Baccalieri.
Bien qu'elle s'en défende, la personnalité de Janice, excessive et manipulatrice, est très proche de celle de sa mère, Livia.